# Mikronesiska federationens kongress

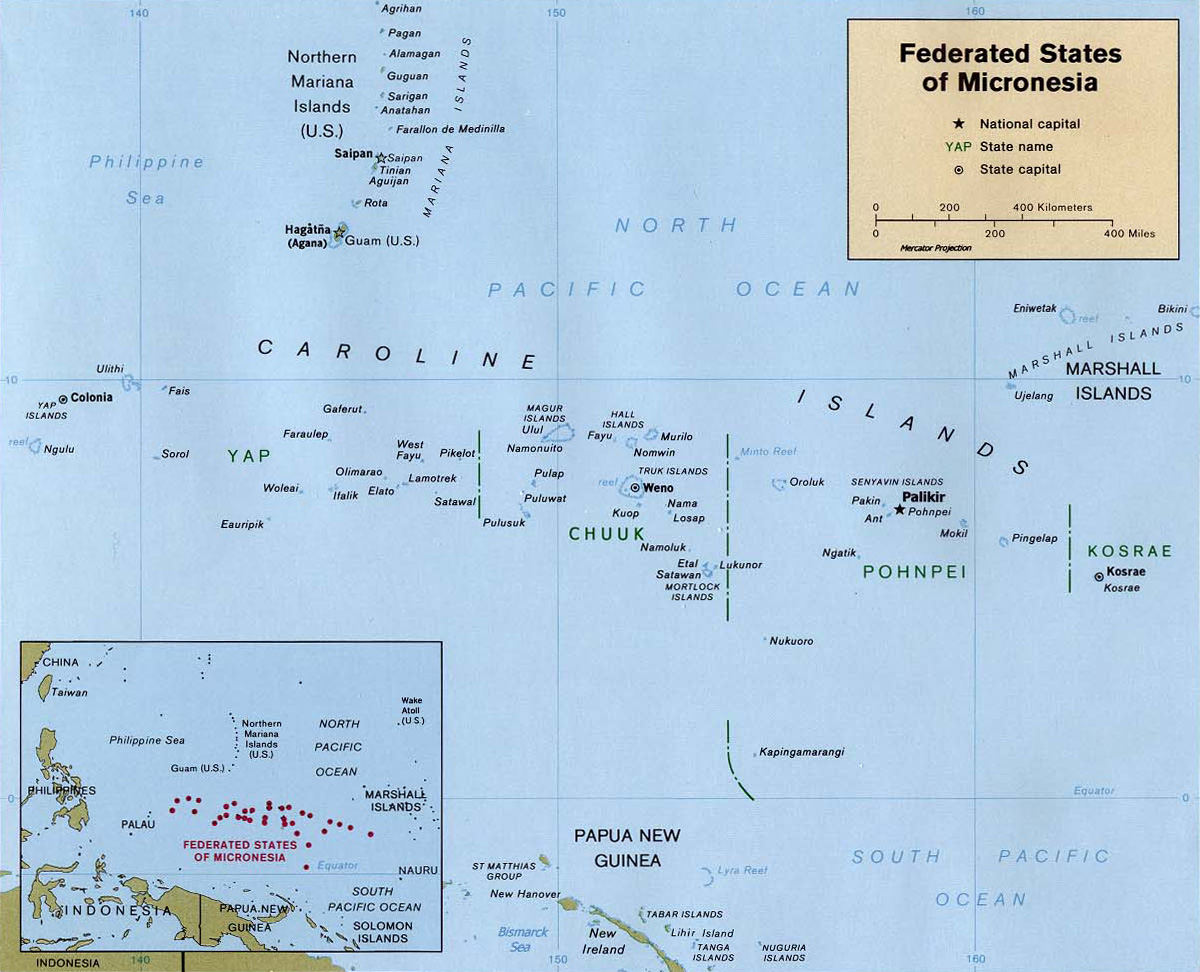
Mikronesiens federerade stater

FSM:s vapen

Congress (engelska Congress of the Federated States of Micronesia, oftast förkortat endast FSM Congress) är det lokala parlamentet i Mikronesiska federationen (FSM) i Stilla havet.

## Parlamentet
FSM Congress är ett enkammarparlament och är den lagstiftande makten i Mikronesiska federationen.
Parlamentet har sitt säte i huvudstaden Palikir på ön Pohnpei (1).

## Sammansättning
14 senators (ledamöter) varav 10 senators valda på en tvåårsperiod och 4 senators at large valda på en fyraårsperiod. Ledamöterna väljs i 10 valkretsar (2) där mandaten fördelar sig på:
- 6 ledamöter från Chuuk
- 2 ledamöter från Kosrae
- 4 ledamöter från Pohnpei
- 2 ledamöter från Yap
- varav 1 senator at large från varje delstat Chuuk, Kosrae, Pohnpei och Yap.

Ledamöterna väljs genom personval då det ej finns politiska partier i Mikronesiska federationen.
Talmannen kallas "Speaker of the Congress".
Statschefen (President) och vicestatschef (Vice-President) väljs bland de fyra senators at large. Statschefen är även regeringschef.

## Historia
1964 inrättades "Congress of Micronesia" i det av USA förvaltade "US Trust Territory of the Pacific Islands" som då omfattade flera områden.
Den 10 maj 1979 antog Mikronesiska federationen sin första konstitution (2) och samma år höll parlamentet sin första session i Kolonia.
De senaste valen genomfördes den 6 mars 2007 (4).